# París (canción)
«París» es el segundo sencillo del disco El viaje de Copperpot (2000) y el primer corte del disco Nuestra casa a la izquierda del tiempo (2009), recopilatorio con la Orquesta sinfónica de Bratislava, del quinteto donostiarra La Oreja de Van Gogh.

## Acerca de la canción
París fue el segundo sencillo de "El viaje de Copperpot". El disco sencillo salió a la venta durante las navidades de 2000 y en aquel momento el disco ya había vendido 100 mil copias en España. La canción relata la melancolía de una mujer al recordar los momentos vividos con su amado en la capital francesa, aún preguntándose por qué él abandonó la misma sin despedirse de ella.
La composición de París es de letra Pablo Benegas, y música de Xabi y Amaia. Según contaron los chicos fue por un viaje que hicieron a la ciudad luz, durante las 7 horas de trayecto entre su ciudad San Sebastián y París enmarcaron una historia de amor a la ciudad. El videoclip fue rodado en San Sebastián, en él se pueden observar muchas cosas desde Xabi dentro de un carrito de supermercado, a Amaia conduciendo un coche y de fondo el Monte Urgull. El videoclip estuvo nominado a los Grammys Latinos de 2001.
Para el lanzamiento en Francia del álbum recopilatorio del grupo titulado París que mezcla canciones de Lo que te conté mientras te hacías la dormida y El Viaje de Copperpot se incluyó una versión Francés-Español a dúo con el cantante galo Pablo Villafranca y fue lanzado como sencillo del recopilatorio, a esta versión se la conoce como Dernier Rendez-Vous o sencillamente París. Así mismo grabaron una versión a dúo en español que sólo se editó en el CD single comercial de "Vestido azul". Esta versión fue grabada en los Studios Plus XXX en enero de 2004. En Navidades de 2001 se realizó un concierto en San Sebastián donde esta canción fue interpretada por Amaia Montero acompañada de la Sinfónica de San Sebastián. Esta canción fue incluida en la banda sonora de la película española "Diario de una becaria"
Es uno de los temas emblema del grupo y desde su aparición en el Tour El viaje de Copperpot ha sido parte en las siguientes giras incluido el Tour A las cinco en el Astoria con la nueva vocalista del grupo Leire Martínez. En el disco A las cinco en el Astoria se hace un guiño a la canción en el tema "Sola" donde al final se menciona el verso "ven, acércate" a decir del grupo porque el final de la canción los dejaba con el piano de "París". En el año 2009, ya con Leire, se vuelve a grabar en Nuestra casa a la izquierda del tiempo con la Orquesta Sinfónica de Bratislava, mucho más acústica tal y como surgió esta canción, según describe el grupo. Más tarde, para el lanzamiento de Primera fila: La Oreja de Van Gogh se grabó esta canción en México empezando por el estribillo.

## Canciones
En España solo se editó una versión promocional
Versión Promocional
1. «París» - 3:47

En Francia se editó de forma comercial, solo incluía la versión francés-español y, en la contraportada una foto de Amaia y Pablo en el estudio de grabación, así como la fecha del concierto del grupo en la ciudad; el 18 de marzo de aquel 2004.
Versión Comercial (Solo en Francia)
1. «París» (Dernier Rendez-Vous con Pablo Villafranca) - 3:46

Adaptaciones
1. Eixa Pei Tha Figo (versión en greco)- Peggy Zina (2011)-3:45

- Datos: Q6065235